# Восьмий клас
«Восьмий клас» (англ. Eighth Grade) — американський фільм режисера Бо Бернема. Прем'єра стрічки відбулася 19 січня 2018 року на кінофестивалі «Санденс».
Героїня фільму, 13-річна Кейла, переживає перехідний період. Вона мусить винести ще один тиждень «кошмарного восьмого класу» та перейти до старшої школи. Проте й нове життя обіцяє багато непередбачуваного.

## Сюжет
Фільм розповідає про 13-річну восьмикласницю Кейлу Дей, яка веде відеоблог на YouTube — про довіру та самооцінку, що допомагає їй справлятися з перехідним періодом. Вона вчить підлітків бути впевненими у собі, хоча сама дуже непокоїться, коли опиняється в незвичних обставинах.
Якось Кейла зустрічає Олівію, доброзичливу старшокласницю. Олівія пропонує Кейлі свій номер телефону, а потім запрошує Кайлу відвідати торговий центр зі своїми друзями. Вони добре проводять час, хоча Кейла зауважує, що батько шпигує за нею. Пізніше Райлі, друг Олівії, проводить Кайлу додому. Він пропонує пограти в «Правда чи дія?» (англ. Truth or Dare?) та запитує Кайлу про її сексуальний досвід. Кейла відмовляється, а він відступає, сердито заявляючи, що просто намагається допомогти їй отримати певний досвід. Кейла біжить додому, де знімає відео, в якому оголошує, що має намір перестати знімати для блогу, оскільки вона не та людина, яку вдає, тому почувається нездатною дати пораду.
Потім Кайла відкриває часову капсулу, яку вона зробила для себе у шостому класі. Після побаченого в капсулі вона просить батька допомогти їй спалити цей «лист у майбутнє» та запитує, чи не засмучує вона його. Він каже, що дочка наповнює його гордістю.
На випускному Кейла дорікає однокласниця Кеннеді в тому, що та проігнорувала її лист подяки і, незважаючи на спроби Кейли бути милою, поводиться байдуже по відношенню до неї. Пізніше вона обідає в будинку Гейба, і вони проводять час разом.
Наприкінці фільму Кейла робить нову часову капсулу, яку вона та її батько закопують на задньому дворі будинку. У ній героїня залишає відеозвернення для себе в майбутньому, в якому радить собі продовжувати чинити опір труднощам.

## Акторський склад
- Елсі Фішер — Кайла Дей
- Джош Гамільтон — Марк Дей
- Емілі Робінсон — Олівія
- Кетрін Олів'єр — Кеннеді Грейвз
- Джейк Раян — Ґейб
- Люк Праель — Ейден Вілсон
- Деніел Золгадрі — Райлі
- Фред Хехінгер — Тревор
- Імані Льюїс — Анія

## Нагороди та номінації
Фільм добув премію Міжнародного кінофестивалю в Сан-Франциско, дві номінації на премію «Готем» та низку інших нагород. У грудні 2018 року картина «Восьмий клас» увійшла до списку 10 найкращих фільмів 2018 року, опублікований Американським інститутом кіномистецтва (AFI).

## Сприйняття
Фільм отримав високі оцінки кінокритиків. На сайті Rotten Tomatoes у картини 99 % позитивних рецензій на основі 319 відгуків із середньою оцінкою 8,85 балів із 10. На сайті Metacritic — 89 балів із 100 на основі 46 рецензій.